# Киче (язык)
Язык киче́ (K’iche', исп. Quiché) — язык народа киче, принадлежащий к майяской языковой семье. Распространён в центре Гватемальского нагорья.
На киче говорит почти миллион человек (примерно 7 % населения Гватемалы), что ставит его на второе место в стране после испанского. Большинство индейцев киче, за исключением проживающих в изолированной сельской местности, хотя бы на рабочем уровне владеют испанским языком.
Самым известным произведением на классическом киче является Пополь-Вух — постклассический эпос майя, посвященный мифологии и генеалогии правителей одного из майяских государств, существовавших на территории современной Гватемалы. Среди других произведений — единственная сохранившаяся пьеса киче «Рабиналь-ачи».
Одной из наиболее известных носительниц киче является лауреатка Нобелевской премии мира (1992), правозащитница Ригоберта Менчу.
Язык не имеет официального статуса, уровень грамотности носителей языка невысок. Однако в последнее время наблюдается рост преподавания киче в школах, язык используется в радиовещании.

## Диалекты
Для языка киче характерно существенное диалектное дробление — основные диалекты иногда рассматриваются как отдельные языки. Большинство носителей говорит на центральном диалекте, он же чаще всего используется в средствах массовой информации и образовании.
Другие диалекты включают: центральный (Сан-Антонио-Йотенанго, Санта-Крус-дель-Киче, Санта-Мария-Чикимула, Чичикастенанго), восточный (Кубулько, Рабиналь, Сакуальпа, Сан-Мигель-Чиках, Хоябах), западный (Альдеа-Аргета, Науала, Кантель, Кецальтенанго, Момостенанго, Сан-Хосе-Чикилаха, Санта-Клара-ла-Лагуна, Санта-Люсия-Утатлан, Солола, Суниль, Тотоникапан), северный (Кунен) и южный (Самаяк).
Науальский диалект довольно сильно отличается от остальных. В нём сохранилось древнее прамайяское различение между долгими (aa, ee, ii, oo, uu) и краткими (a, e, i, o, u) гласными. (Из-за этой консервативной особенности некоторые гватемальские и зарубежные лингвисты настаивали на написании названия языка как «K’ichee'», а не K’iche' или Quiché.)
В отличие от большинства диалектов, науальский диалект сохранил фонему /h/ и /N/, обе из которых встречаются только в конце слов, практически исключительно после краткого гласного. Было установлено, что /h/ соответствует прамайяскому */h/. Происхождение встречающейся в некоторых словах фонемы /N/, остается не до конца выясненным.

## Фонология

### Гласные
|                | Передние | Центральные | Задние |
| -------------- | -------- | ----------- | ------ |
| Верхние        | i [i]    |             | u [u]  |
| Средне-верхние | e [ɛ]    |             | o [o]  |
| Средние        |          | ä [ə]       |        |
| Нижние         |          | a [a]       |        |

### Согласные
|               | Губно-губные | Губно-губные | Альвеолярные | Альвеолярные | Палатальные | Палатальные | Велярные | Велярные  | Увулярные | Увулярные | Глоттальные |       |
|               | Обычные      | Имплозивы    | Обычные      | Абруптивы    | Обычные     | Абруптивы   | Обычные  | Абруптивы | Обычные   | Абруптивы | Обычные     |       |
| ------------- | ------------ | ------------ | ------------ | ------------ | ----------- | ----------- | -------- | --------- | --------- | --------- | ----------- | ----- |
| Носовые       | m [m]        | m [m]        | n [n]        | n [n]        |             |             | nh [ŋ]   | nh [ŋ]    |           |           |             |       |
| Взрывные      | p [p]        | b' [ɓ]       | t [t]        | t' [t']      |             |             | k [k]    | k' [k']   | q [q]     | q' [q']   | ' [ʔ]       |       |
| Аффрикаты     |              |              | tz [ʦ]       | tz' [ʦ’]     | ch [ʧ]      | ch' [ʧ’]    |          |           |           |           |             |       |
| Фрикативные   |              |              | s [s]        | s [s]        | x [ʃ]       | x [ʃ]       |          |           | j [χ]     | j [χ]     | h [h]       | h [h] |
| Ротические    |              |              | r [r]        | r [r]        |             |             |          |           |           |           |             |       |
| Аппроксиманты |              |              | l [l]        | l [l]        | y [j]       | y [j]       | w [w]    | w [w]     |           |           |             |       |

## Синтаксис и морфология
В отличие от большинства майяских языков, в которых предложения начинаются со сказуемого, в киче используется порядок слов SVO (подлежащее — сказуемое — прямое дополнение). Порядок слов в предложении может варьировать, и многие современные носители языка используют схему VSO.

## Письменность
Исторически, для транскрипции киче применялись различные варианты письменности. Классическая письменность доминиканца Франциско Хименеса, который записал эпос Пополь-Вух, основывалась на испанской орфографии. Она была замещена новой стандартизированной орфографией, разработанной ALMG (Academia de las Lenguas Mayas de Guatemala — Академия майяских языков Гватемалы). Этноисторик и майянист Денис Тедлок использует свою собственную, отличную от других вариантов письменности, систему транскрипции.
Первая строка Пополь-Вуха в разных вариантах написания:
| Классическая письменность Хименеса    | Are v xe oher tzíh varal Quíche ubí.                                          |
| Стандартизированная письменность ALMG | Are’ uxe’ ojer tzij waral K’iche’ ub’i’.                                      |
| (Испанский перевод Хименеса)          | Este es el principio de las antiguas historias aquí en el Quiché.             |
| (Английский перевод Тедлока)          | «This is the beginning of the ancient word, here in the place called Quiché.» |